# Lago Oneida

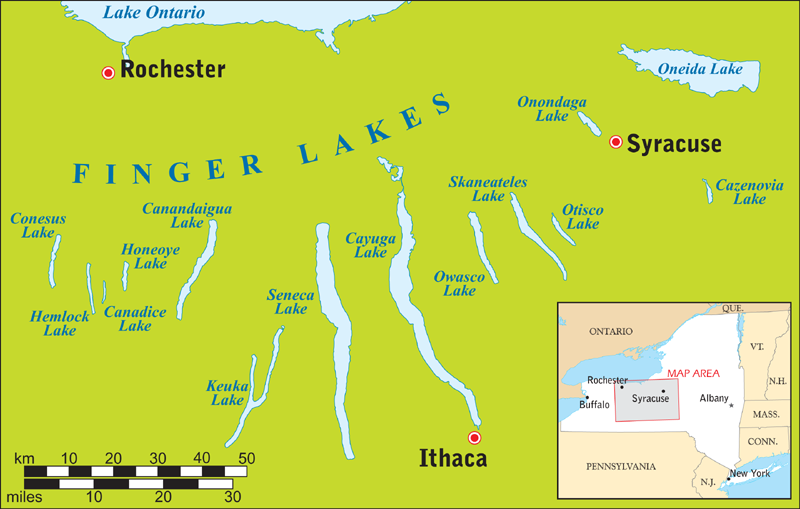
Il Lago Oneida (in alto a destra) in rapporto ai Finger Lakes e al lago Ontario.

Il lago Oneida è un lago degli Stati Uniti, il più grande contenuto interamente nello stato di New York.

## Geografia
È situato a sud dei Grandi Laghi e ad est dei Finger Lakes, di cui è a volte considerato il "pollice"; la città più vicina è Syracuse, a sudovest. È uno dei collegamenti del canale Erie, e il suo emissario è il fiume Oneida, che si getta nel fiume Oswego, il quale a sua volta ha la foce nel lago Ontario. Prende il nome dagli Oneida, una delle tribù irochesi che occupava la regione; da questi era chiamata Tsioqui, una parola che in Oneida significa "acqua bianca".
Il lago è un resto del lago Iroquois, un grande lago glaciale preistorico che è esistito fino a circa 13.000 anni fa. Oggi è largo circa 33 km, largo 8,7 e ha una profondità media di 6,4 m. Il suo immissario, l'Oneida Creek, entra nel lago nella parte sudorientale del lago. Tra i centri abitati che sono situate sulle sponde del lago vi sono Cicero, Constantia, Hastings, Lenox, Sullivan, Verona, Vienna, West Monroe, Brewerton, Cleveland, South Bay e Jewel.
A causa della sua bassa profondità, in estate è più caldo dei più profondi Finger Lakes, e si ghiaccia solidamente in inverno, rendendolo popolare per la pesca nel ghiaccio e per le motoslitte.